# Geidi Primes
Geidi Primes é o álbum de estúdio de estreia da musicista canadense Grimes. Foi lançado pela Arbutus Records em 10 de janeiro de 2010. Em 2011, o álbum foi lançado no Reino Unido pela No Pain in Pop Records em CD e vinil, contendo uma capa ligeiramente diferente. Geidi Primes é um álbum conceitual baseado no romance Duna de Frank Herbert e na adaptação cinematográfica de 1984 do livro por David Lynch.

## Antecedentes
O título do álbum refere-se ao planeta fictício Giedi Prime, dos romances Duna de Frank Herbert, originário do romance Duna de 1965, o livro favorito de Grimes. "Caladan", a primeira faixa, refere-se a outro planeta fictício. O próximo, "Sardaukar Levenbrech", refere-se ao posto militar de Levenbrech  —  aproximadamente entre um sargento e um tenente — no exército Sardaukar. Um Face Dancer, como usado no título da terceira faixa "Zoal, Face Dancer", é um tipo de humano na série que pode mudar de forma. A faixa seis, "Feyd Rautha Dark Heart", refere-se a Feyd-Rauthaan, antagonista do primeiro romance da série Duna. "Shadout Mapes", a décima faixa, refere-se a um personagem menor. A faixa 11, "Beast Infection", refere-se à "Besta" o apelido do personagem Rabban.
Grimes não esperava que o álbum fosse um sucesso, então assumiu que ninguém jamais o ouviria. Ela cita isso como estando por trás de seu raciocínio para o título do álbum e os nomes das faixas, embora tenha mencionado que a "decisão meio que me assombrou".  Ela também afirmou que agora sente que o álbum era "ingênuo".

## Recepção crítica
| Críticas profissionais | Críticas profissionais |
| Avaliações da crítica  | Avaliações da crítica  |
| Fonte                  | Avaliação              |
| ---------------------- | ---------------------- |
| Consequence of Sound   | 4 de 5 estrelas.       |
| Dummy                  | 8/10                   |
| Fact                   | 3.5/5                  |
| NME                    | 7/10                   |
| Pitchfork              | 7.5/10                 |

Geidi Primes recebeu críticas positivas dos críticos de música. Lindsay Zoladz, da Pitchfork, observou que o álbum tem um "som excêntrico e sonhador, que se baseia em tudo desde dubstep a disco, música oriental ao R&B dos anos 90", acrescentando, "Apesar de seus valores de produção modestos e relativa simplicidade, é um álbum coeso, encantador, e uma estréia surpreendentemente segura." Zoladz continua a opinar que "talvez a maior virtude de Geidi Primes seja sua desenvoltura", afirmando que "se destaca em criar humores evocativos de materiais sonoros enganosamente simples e estruturas de músicas". De Grimes como vocalista, Zoladz disse que ela pode "trabalhar seu alcance", do seu "impressionante falsete" até um "tom baixo assustador" e seu mid-range "afinado e deadpan". Em conclusão, Zoladz afirmou que "Geidi Primes mostra que mesmo suas primeiras gravações exibiam um ponto de vista distinto e uma qualidade estranhamente fascinante [...] uma paisagem sonora sonhadora que convida a uma fuga do universo glitchy, uma breve provocação para deixar ir e simplesmente se divertir."
Siobhán Kane, do Consequence of Sound, descreveu "Caladan" como "quase tribal em presunção"; elogiou "Rosa" pelo seu "doce e suave arrulho de voz, subindo em torno de percussão como staccato"; afirmou que "Venus in Fleurs" traz à mente "um submundo escuro e iluminado que soa como alguém respirando gelo". Kane continuou: "Há algo tão incomum sobre este disco, um artefato que soa como se estivesse sendo transmitido do espaço, como se estivesse vindo de um lugar mais criativo do que poderia ser encontrado na Terra". Thomas A Ward, da NME, viu o álbum como "uma audição instantaneamente acessível e íntima", elogiando Grimes pela sua "abordagem camaleônica com os gêneros do disco.

## Lista de faixas
Todas as faixas são escritas e produzidas por Grimes.
| Lista de faixas de Geidi Primes |                          |         |  |
| N.º                             | Título                   | Duração |  |
| 1.                              | "Caladan"                | 2:26    |  |
| 2.                              | "Sardaukar Levenbrech"   | 2:06    |  |
| 3.                              | "Zoal, Face Dancer"      | 2:36    |  |
| 4.                              | "Rosa"                   | 3:13    |  |
| 5.                              | "Avi"                    | 2:36    |  |
| 6.                              | "Feyd Rautha Dark Heart" | 3:32    |  |
| 7.                              | "Gambang"                | 1:34    |  |
| 8.                              | "Venus in Fleurs"        | 2:43    |  |
| 9.                              | "Grisgris"               | 3:23    |  |
| 10.                             | "Shadout Mapes"          | 4:32    |  |
| 11.                             | "Beast Infection"        | 2:21    |  |
| Duração total:                  | Duração total:           | 31:32   |  |

## Créditos e pessoal
Créditos adaptados do encarte de Geidi Primes.
- Grimes – vocais, produção, capa
- Erik Zuuring – design, layout
- Sebastian Cowan – masterização[11]

## Histórico de lançamento
| Região      | Data                   | Gravadora       | Formato(s)                                      | Ref.          |
| ----------- | ---------------------- | --------------- | ----------------------------------------------- | ------------- |
| Canadá      | 10 de janeiro de 2010  | Arbutus Records | Cassete (limitado a 30 copias) download digital | [ 12 ] [ 13 ] |
| Reino Unido | 19 de setembro de 2011 | No Pain in Pop  | CD vinil                                        | [ 14 ] [ 15 ] |
| Canadá      | 31 de janeiro de 2012  | Arbutus Records | CD                                              | [ 16 ]        |